# Alain Faubert

Bischofswappen von Alain Faubert

Alain Faubert (* 4. April 1965 in Montreal) ist ein kanadischer römisch-katholischer Geistlicher und Bischof von Valleyfield.

## Leben
Alain Faubert empfing am 9. Juni 1995 durch Erzbischof Jean-Claude Kardinal Turcotte das Sakrament der Priesterweihe für das Erzbistum Montréal.
Am 19. April 2016 ernannte ihn Papst Franziskus zum Titularbischof von Vicus Pacati und zum Weihbischof in Montréal. Der Erzbischof von Montréal, Christian Lépine, spendete ihm am 15. Juni desselben Jahres in der Kathedrale Marie-Reine-du-Monde de Montréal die Bischofsweihe; Mitkonsekratoren waren der Weihbischof in Montréal, Thomas Dowd, und der emeritierte Weihbischof in Montréal, Jude Saint-Antoine.
Papst Franziskus ernannte ihn am 12. September 2024 zum Bischof von Valleyfield. Die Amtseinführung fand am 28. November desselben Jahres statt.